# Najgorszy człowiek na świecie
Najgorszy człowiek na świecie (nor. Verdens verste menneske) – norweski dramat filmowy z 2021 roku w reżyserii Joachima Triera.

## Fabuła
Film składa się z 12 części oraz prologu i epilogu. Główną postacią w filmie jest Julie (Renate Reinsve), dziewczyna z Oslo, która w wieku 20 lat jeszcze nie wie, co chce robić w życiu, co objawia się choćby kilkukrotnym zmienianiem kierunku studiów.
Julie żyje w związku z Akselem (Anders Danielsen Lie), zawodowym rysownikiem, jednak ich światopogląd w wielu kwestiach się różni. Punktem kulminacyjnym dla ich związku jest poznanie na imprezie przez główną bohaterkę Elvinda (Herbert Nordrum), z którym spędza romantyczną noc, podczas której bardzo uważa, aby nie zdradzić swojego partnera.
Po nocy spędzonej w towarzystwie młodszego mężczyzny Julie kończy swój dotychczasowy związek, który popadł w rutynę.

## Obsada

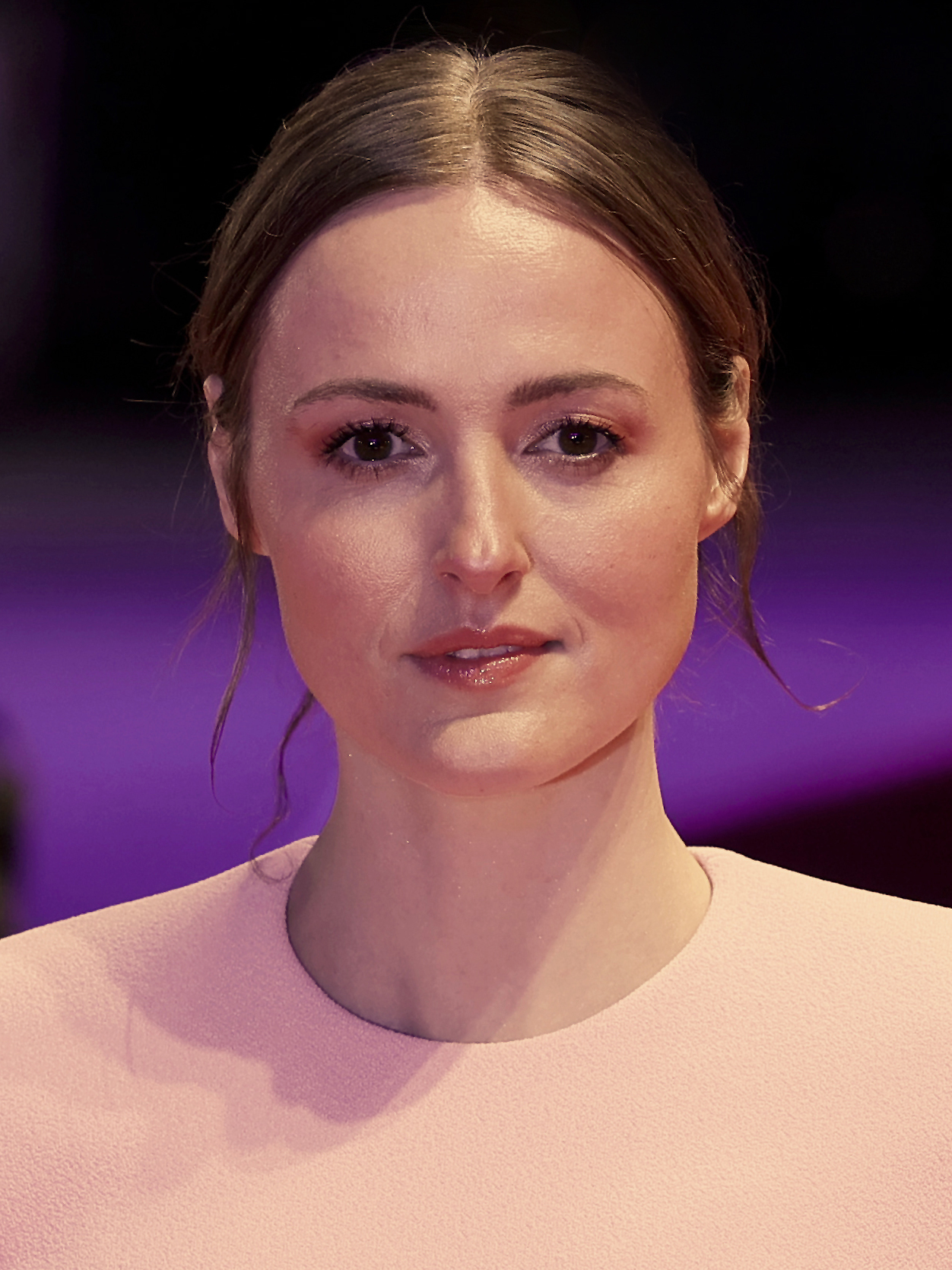
Renate Reinsve, odtwórczyni głównej roli (Julie), podczas Berlinale 2024

Na podstawie:
- Renate Reinsve – Julie
- Anders Danielsen Lie – Aksel
- Herbert Nordrum(inne języki) – Eivind
- Hans Olav Brenner – Ole Magnus
- Helene Bjørneby – Karianne
- Vidar Sandem(inne języki) – Per Harald
- Maria Grazia Di Meo – Sunniva

- Lasse Gretland – Kristoffer
- Karen Roise Kielland – Tone
- Marianne Krogh – Eva
- Thea Stabell(inne języki) – Åse
- Deniz Kaya – Adil.

## Produkcja
Scenariusz współtworzyli Joachim Tier oraz Eskil Vogt. Joachim Tier przekazał, że jego poprzedni film Thelma był oddalony od codziennego życia, mając więcej wspólnego z suspensem oraz zjawiskami nadprzyrodzonymi, w związku z czym chciał wrócić do podstaw. Praca nad scenariuszem miała przypominać terapię: Tier zastanawiał się, o czym chce rozmawiać w swoim życiu. Stwierdził, że chce, aby film dotyczył miłości, a także negocjacji między fantazjami na temat życia a rzeczywistością.
Film był współprodukowany przez MK Productions, Snowglobe, Film I Vast, B-Reel i Arte.
Zdjęcia do filmu wykonano w Oslo. Rozpoczęcie kręcenia zaplanowano na kwiecień 2020 roku, jednak ze względu na lockdown w Norwegii z powodu pandemii COVID-19, produkcja została opóźniona. Rozpoczęła się w sierpniu 2020, a zakończyła po kilkunastu tygodniach w październiku lub listopadzie. Film został nakręcony przez duńskiego operatora Kaspera Tuxena na taśmie 35 mm. Scenografią zajmował się Roger Rosenberg, montażem Olivier Bugge Coutté, dźwiękiem natomiast Gisle Tveito.
Ścieżka dźwiękowa wykorzystana w filmie jest różnorodna, zarówno pod względem wykonawców, jak i gatunków muzycznych: twórcy wykorzystali m.in. klasyczny jazz oraz współczesny electro pop-rock. Różnorodność muzyczna służy podkreśleniu kontrastów między bohaterami, a także zmian w życiu głównej bohaterki. Twórcy wykorzystują też ciszę, aby podkreślać kluczowe momenty.
Najgorszy człowiek na świecie jest trzecim filmem, po Reprise. Od początku, raz jeszcze (2006) oraz Oslo, 31 sierpnia (2011), w ramach tzw. Trylogii Oslo, w skład której wchodzą trzy niezależne filmy w reżyserii Joachima Triera, w których gra Anders Danielsen Lie. Ich akcja rozgrywa się w Oslo. Reżyser przyznał, że miasto to ciągle się zmienia, więc nie wyklucza nakręcenia czwartej części.

## Dystrybucja
Już w lutym 2021, a więc na kilka miesięcy przed premierą, firma MK2 sprzedała filmy dystrybutorom we Francji (Memento), w krajach Beneluksu (Cineart), w Rosji (Russian World Vision), w Polsce (M2 Films), w krajach byłej Jugosławii (Mega Com Film) oraz w krajach bałtyckich (Kino Pavasaris).
Światowa premiera filmu odbyła się 7 lipca 2021 roku na Międzynarodowym Festiwalu Filmowym w Cannes. Kilka dni po premierze na festiwalu prawa do dystrybucji w Stanach Zjednoczonych nabyła firma Neon, a w Wielkiej Brytanii, Irlandii i Indiach firma MUBI.
Do kin w Polsce trafił 11 marca 2022 roku.

## Odbiór
Na agregatorze recenzji Rotten Tomatoes film pozytywnie oceniło 96% z 251 krytyków. Średnia ocen wyniosła 8,8/10. Metacritic przyznał ocenę 91/100 na podstawie 47 recenzji, co świadczy o powszechnym uznaniu filmu.
Peter Bradshaw w recenzji na łamach Guardiana napisał, że „jest to film, który każdy z nas miał już okazję oglądać w złym wykonaniu, i jest to zaskakująca przyjemność obejrzeć go dobrze zrobiony, żeby zdać sobie sprawę, że poruszone w nim tematy są ważne”. Richard Lawson na łamach Vanity Fair stwierdził, że „ten wykwintny film to prawdopodobnie odpowiedź bogów na jego narzekania na brak filmów o bezdzietnych ludziach po trzydziestce”. Vanity Fair oraz The Atlantic uznały Najgorszego człowieka na świecie za najlepszy film roku 2021.

### Nagrody i nominacje
| Nagroda                  | Kategoria                                          | Nominacja                           | Wynik     | Źródło        |
| ------------------------ | -------------------------------------------------- | ----------------------------------- | --------- | ------------- |
| Oscary 2022              | Najlepszy scenariusz oryginalny                    | Eskil Vogt i Joachim Trier          | Nominacja | [ 18 ]        |
| Oscary 2022              | Najlepszy film nieanglojęzyczny                    | Najgorszy człowiek na świecie       | Nominacja | [ 18 ]        |
| BAFTA 2022               | Najlepsza aktorka pierwszoplanowa                  | Renate Reinsve                      | Nominacja | [ 19 ]        |
| BAFTA 2022               | Najlepszy film nieanglojęzyczny                    | Joachim Trier i Thomas Robsahm      | Nominacja | [ 19 ]        |
| 74. MFF w Cannes         | Najlepsza aktorka pierwszoplanowa                  | Renate Reinsve                      | Wygrana   | [ 20 ]        |
| 74. MFF w Cannes         | Złota Palma (konkurs główny)                       | Joachim Trier                       | Nominacja | [ 20 ]        |
| National Board of Review | Pięć najlepszych filmów międzynarodowych           | Najgorszy człowiek na świecie       | Wygrana   | [ 21 ]        |
| Sølvklumpen              | Najlepszy film norweski                            | Najgorszy człowiek na świecie       | Wygrana   | [ 22 ]        |
| NYFCC Awards             | Najlepszy film zagraniczny                         | Najgorszy człowiek na świecie       | Wygrana   | [ 23 ]        |
| WAFCA                    | Najlepszy film zagraniczny                         | Najgorszy człowiek na świecie       | Nominacja | [ 24 ]        |
| ENF                      | Najlepsza europejska aktorka                       | Renate Reinsve                      | Nominacja | [ 25 ]        |
| ENF                      | Najlepszy europejski scenarzysta                   | Eskil Vogt i Joachim Trier          | Nominacja | [ 25 ]        |
| Złoty Satelita           | Najlepszy film nieanglojęzyczny                    | Najgorszy człowiek na świecie       | Nominacja | [ 26 ]        |
| Złoty Satelita           | Najlepsza aktorka w filmie komediowym lub musicalu | Renate Reinsve                      | Nominacja | [ 26 ]        |
| Nagroda Amanda           | Nagroda publiczności                               | Najgorszy człowiek na świecie       | Wygrana   | [ 27 ] [ 28 ] |
| Nagroda Amanda           | Najlepszy film                                     | Najgorszy człowiek na świecie       | Wygrana   | [ 27 ] [ 28 ] |
| Nagroda Amanda           | Najlepszy reżyser                                  | Joachim Trier                       | Nominacja | [ 27 ] [ 28 ] |
| Nagroda Amanda           | Najlepsza aktorka                                  | Renate Reinsve                      | Wygrana   | [ 27 ] [ 28 ] |
| Nagroda Amanda           | Najlepszy aktor drugoplanowy                       | Anders Danielsen Lie                | Wygrana   | [ 27 ] [ 28 ] |
| Nagroda Amanda           | Najlepszy aktor drugoplanowy                       | Herbert Nordrum                     | Nominacja | [ 27 ] [ 28 ] |
| Nagroda Amanda           | Najlepszy scenariusz                               | Eskil Vogt i Joachim Trier          | Wygrana   | [ 27 ] [ 28 ] |
| Nagroda Amanda           | Najlepszy montaż dźwięku                           | Gisle Tveito                        | Nominacja | [ 27 ] [ 28 ] |
| Nagroda Amanda           | Najlepsza oryginalna ścieżka dźwiękowa             | Ola Fløttum                         | Wygrana   | [ 27 ] [ 28 ] |
| Nagroda Amanda           | Najlepszy montaż                                   | Olivier Bugge Coutté                | Nominacja | [ 27 ] [ 28 ] |
| Nagroda Amanda           | Najlepsza scenografia                              | Roger Rosenberg                     | Nominacja | [ 27 ] [ 28 ] |
| Nagroda Amanda           | Najlepsze efekty wizualne                          | Espen Syberg oraz Kai Kiønig Bortne | Nominacja | [ 27 ] [ 28 ] |
| Nagroda Goya             | Najlepszy film europejski                          | Najgorszy człowiek na świecie       | Wygrana   | [ 29 ]        |